# Ismaila belciki
Ismaila belciki is een eenoogkreeftjessoort uit de familie van de Splanchnotrophidae. De wetenschappelijke naam van de soort is voor het eerst geldig gepubliceerd in 1987 door Ho.